# James William Guercio
James William Guercio (* 18. Juli 1945 in Chicago, Illinois) ist ein US-amerikanischer Musiker, Songwriter, Musikproduzent und ehemaliger Eigentümer der Plattenfirma Caribou Records.

## Frühe Jahre
Guercio übersiedelte Mitte der 1960er Jahre nach Los Angeles und etablierte sich dort anfangs als Studiomusiker, danach als Songwriter. Seinen ersten Erfolg als Songwriter erzielte er mit dem Lied "Distant Shores", welches ein Top-30-Hit für das Duo Chad & Jeremy wurde. Für seine Kompositionen benutzte er den Namen "Jim Guercio".
Guercio wurde von Columbia Records als Produzent unter Vertrag genommen und arbeitete mit The Buckinghams.

## Chicago und weitere Erfolge
Während seiner Zeit auf dem College hatte Guercio Freundschaft mit Walter Parazaider geschlossen, der ihn 1968 einlud, sich dessen neue Band "The Big Thing" anzuhören. Guercio war von der Band begeistert und bot an, als ihr Manager und Produzent aufzutreten. Die Band zog nach Los Angeles und nannte sich – auf Guercios Wunsch – The Chicago Transit Authority. Während er mit dieser Band an deren Debütalbum arbeitete, produzierte er auch das zweite Album von Blood, Sweat & Tears, mit denen er die Auszeichnung "Album des Jahres" erreichte.
Als 1970 das echte Chicago Transit Authority Klage gegen die Band einbringen wollte, änderte Guercio den Bandnamen schlichtweg in "Chicago" um. Die Band wurde ein großer kommerzieller Erfolg. Guercio produzierte für die Gruppe insgesamt 11 Alben (siehe Hauptartikel Chicago (Band)).
Daneben arbeitete er auch mit unbekannteren Bands.

## Caribou Ranch/Caribou Records
1972 erbaute Guercio in den Rocky Mountains die Caribou Ranch, ein 16 km2 großes Anwesen, auf dem er ein hochmodernes Tonstudio inkludierte. Neben Chicago nutzten auch Elton John, Deep Purple, Phil Collins und viele weitere Stars dieses Anwesen für Aufnahmen. Bald darauf gründete er mit Caribou Records seine eigene Plattenfirma, welche die Vertriebswege von Columbia nutze für die Guercio weiterhin arbeitete.
1975 war Guercio Manager der Gruppe The Beach Boys und machte mit ihnen einige Aufnahmen, die allerdings nie veröffentlicht wurden. Er nahm deren Schlagzeuger Dennis Wilson als Solist unter Vertrag und veröffentlichte sein Album Pacific Ocean Blue unter dem Label Caribou Records. Ein Jahr später wechselte die gesamte Band zu seinem Plattenlabel, die von 1979 bis 1985 ihre Platten auf Caribou veröffentlichten. Dies stellt auch die bekannteste Verpflichtung da. Auch Carl Wilson veröffentlichte schließlich zwei Soloalben über das Label.
Im März 1985 brach schließlich ein Feuer auf der Caribou Ranch aus und vernichtete unter anderem auch das Tonstudio. Insgesamt entstand ein Sachschaden von über 3 Millionen US-Dollar. Guercio zog sich daraufhin aus dem Musikgeschäft zurück, er baute das Studio nicht mehr auf und stellte den Betrieb seiner Plattenfirma ein. Das Archivmaterial von Caribou Records gehört heute CBS bzw. Sony Music.
| Personendaten    | Personendaten                    |
| ---------------- | -------------------------------- |
| NAME             | Guercio, James William           |
| KURZBESCHREIBUNG | US-amerikanischer Musikproduzent |
| GEBURTSDATUM     | 18. Juli 1945                    |
| GEBURTSORT       | Chicago, Illinois, USA           |